# Reichshubertusfeier

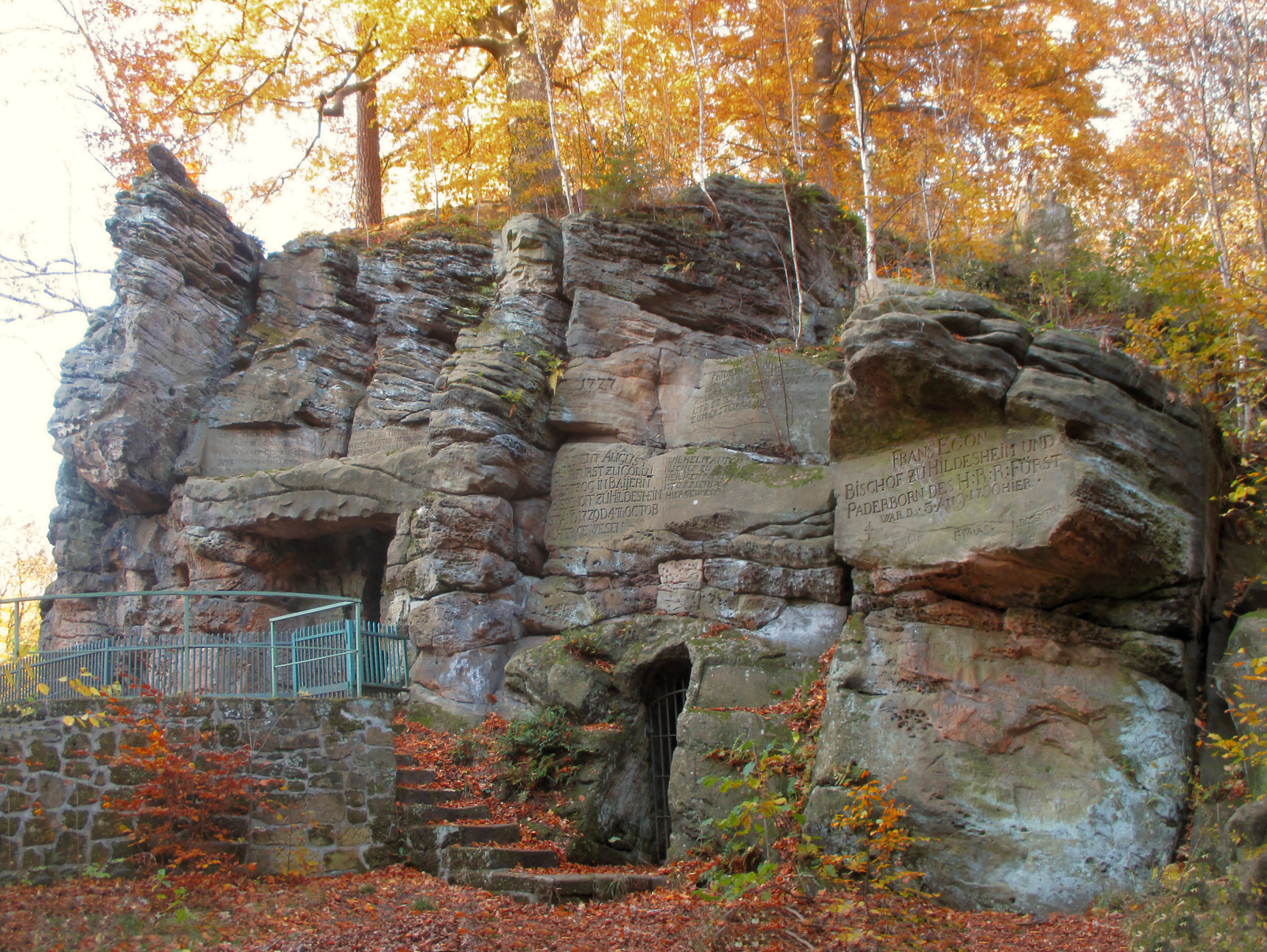
Hubertusfelsen mit Grotte zwischen Sehlde und Bockenem im Hainberg, Schauplatz des Reichshubertusfestes

Die Reichshubertusfeier, auch Reichshubertusfest oder Reichsjägertag, war eine nationalsozialistische jagdliche Propagandaveranstaltung, die in den 1930er-Jahren mehrmals um den Hubertustag herum vor Hubertusfelsen und -grotte im Hainberg südwestlich von Braunschweig stattfand.

## Hintergrund und Charakter

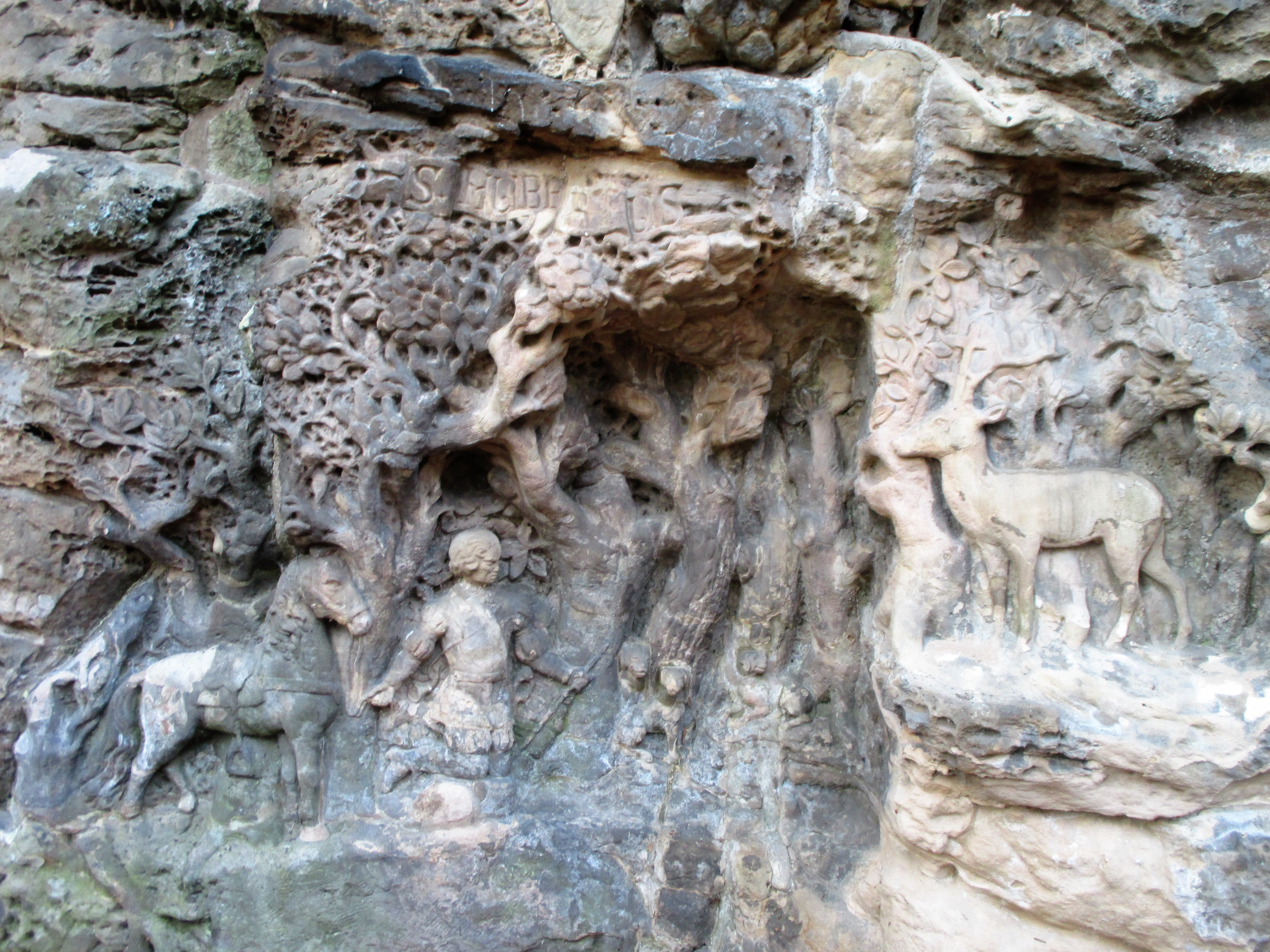
Relief am Hubertusfelsen mit Darstellung der Hubertuslegende

Der Braunschweiger NSDAP-Funktionär, Finanz- und Justizminister des Landes Braunschweig und spätere Generalforstmeister Friedrich Alpers war die treibende Kraft hinter den Reichshubertusfeiern. Alpers wollte die überwiegend konservative und in Teilen monarchistisch gesinnte Jägerschaft in die NSDAP einbinden. Eine nationale Feier am Hubertustag schien Alpers dazu geeignet: An diesem Tag, alljährlich am 3. November, wird des heiligen Hubertus, Schutzpatron der Jagd, gedacht. Alpers wählte die Hubertuskapelle im gleichnamigen Felsen des Hainbergs als Schauplatz. Um den Ort rankt sich eine Sage, die der christlichen Hubertuslegende ähnelt; an dem Felsen wurde 1727 eine Einsiedelei eingerichtet, 1733 eine Felsenkapelle mit Szenen der Hubertuslegende angelegt. Der Ort wurde seitdem immer wieder auch von prominenten Gästen besucht. Der Felsen wurde aber auch mit dem germanischen Wodanskult in Verbindung gebracht. Die nun angeblich „entdeckte“ alte Kultstätte bot für Alpers einen Anknüpfungspunkt. Der Ort wurde zur „Weihestätte der Deutschen Jägerschaft“ erklärt.

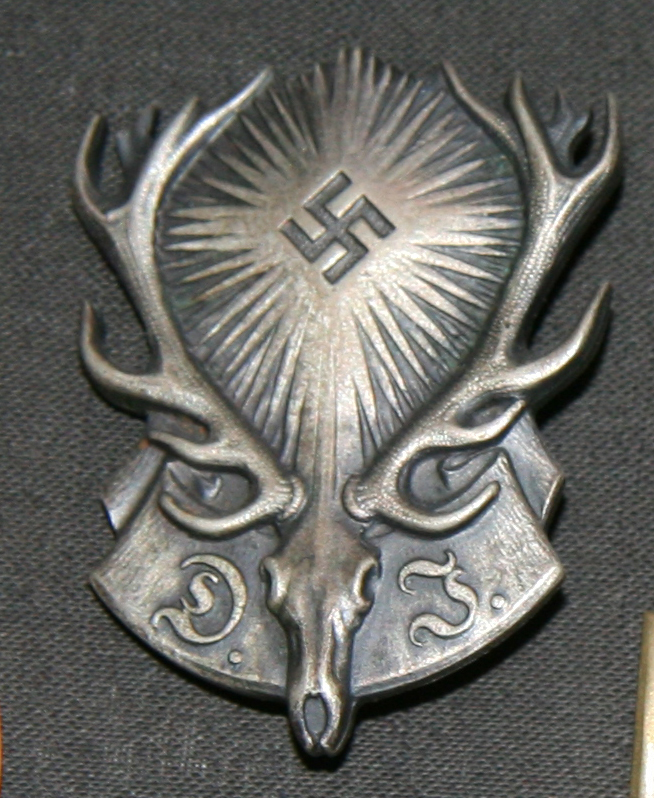
Plakette der Deutschen Jägerschaft, wie sie als Teilnehmerabzeichen 1938 vergeben wurde: Hirschschädel mit Hakenkreuz statt Christuskreuz

Alpers hatte, so der Historiker Thomas Klingebiel, kein Verständnis für die christliche Hubertuslegende und die traditionelle höfische Jagdkultur, für die der Ort stand; für Alpers war der Jäger im Wesentlichen eine überzeitliche Figur des Existenzkampfs. Alpers behauptete in einer späteren Festrede, dass er sich dort, im Hainberg, den germanischen Ahnen nahe fühle. Auch der Oberstjägermeister und spätere Leiter des Reichsjagdamtes Ulrich Scherping, der Alpers’ Rivale war und 1935 als Vertreter Görings die Festrede hielt, nannte die Hubertuslegende an sich „fraglos undeutsch“. Im traditionellen Symbol des heiligen Hubertus, einem Hirschschädel mit Geweih und Kruzifix, trat bei den Reichshubertusfeiern ab 1936 das neuheidnische Hakenkreuz an die Stelle des christlichen Kreuzes (siehe auch: Flaggen des Reichsbundes Deutsche Jägerschaft).
Der Schweizer Forstwissenschaftler Andreas Gautschi stufte die NS-Hubertusfeiern als lauttönende nationalsozialistische Massenveranstaltung ein; es habe sich nicht um jagdliche Gottesdienste gehandelt. Der Forstwissenschaftler Peter-Michael Steinsiek und der Historiker Johannes Laufer ordneten sie ähnlich ein:

„Im Land Braunschweig gipfelten der Jagdkult und die Inszenierung von Natur in den pompösen Reichshubertusfeiern auf dem Hainberg bei Bockenem im Harz. Ähnlich wie bei den Erntedankfeiern auf dem Bückeberg bei Hameln handelte es sich bei den Reichshubertusfeiern um propagandistische Großereignisse des ‚Dritten Reiches‘ und Demonstrationen der Verbundenheit mit ‚Blut und Boden‘.“

Für Hermann Göring, Reichsjägermeister, Reichsminister, preußischer Ministerpräsident und eine der wichtigsten NS-Größen, war die Jagd auch ein wichtiges Mittel, Diplomatie zu betreiben. Die Hubertusfeiern der Jahre 1936 und 1937 boten ihm Gelegenheit, sich vor ausländischen Gästen zu inszenieren.

## NS-Hubertusfeiern 1933 und 1934
Beeindruckt von der Resonanz des Braunschweiger Jägertages wollte Friedrich Alpers eine nationale Veranstaltung ins Leben rufen. Mit der Organisation der ersten Vorläuferveranstaltung im Jahr 1933 wurde die Propagandaabteilung des Gaus Südhannover-Braunschweig beauftragt, namentlich Herbert Huxhagen und ein weiterer Mitarbeiter. Die erste Veranstaltung unter der Bezeichnung „Tag des Deutschen Jägers“ hatte noch regionalen Charakter: Nur wenige Teilnehmer, wie der Festredner Otto von Dungern-Oberau, Vizepräsident des Allgemeinen Deutschen Jagdschutz-Vereins (ADJV), waren überregional bedeutsame Jagdfunktionäre. Alpers kündigte an, von da an jährlich ein nationales Hubertusfest veranstalten zu wollen.
Im folgenden Jahr, am 3. November 1934, fand die Veranstaltung in einem größeren Rahmen statt: Jäger und Forstbeamten waren aufgerufen teilzunehmen, Abteilungen von SA, SS und HJ wurden zur Teilnahme beordert. Ein Festzug in historisierenden Kostümen führte zum Hubertusfelsen. Der Künstler Karl Reinecke-Altenau beriet bei der Gestaltung des Festzugs und dekorierte später auch die Veranstaltungsräume des auf dem Hubertusfelsen gelegenen Jägerhauses mit Motiven aus der Hubertuslegende. Festredner war 1934 neben Alpers Ulrich Scherping, der die Grüße des Reichsjägermeisters Göring überbrachte und der NS-Feier eine nationale Bedeutung verlieh. Im Anschluss an den Festakt vor dem Hubertusfelsen gab es eine Trophäenschau in Braunschweig.

## Reichshubertusfeiern 1935 bis 1937
Im Vorfeld der Reichshubertusfeier des Jahres 1935 wurde die Jagdherrschaft im Hainberg dem eigentlich zuständigen Kreisjägermeister von Goslar entzogen und dem Jagdgau Braunschweig unter Alpers zugeschlagen. Der Hubertusfelsen war in das Eigentum der von Alpers ins Leben gerufenen braunschweigischen Hermann-Göring-Stiftung übernommen worden und wurde, wie auch Jägerhaus und Hubertuskapelle, vom Forstamt Lutter am Barenberge verwaltet. Dies schuf die Voraussetzungen für die vom Forstamt organisierten Feierlichkeiten des Jahres 1935. Bei der Feier am 3. November belief sich die Teilnehmerzahl auf mehr als 3500 Personen, darunter 600 Jäger. Göring selbst kam nicht zur Hubertuskapelle, sondern traf erst am Abend in Braunschweig ein. Als Vertreter Görings war wieder Scherping zugegen, der verkündete, dass „die deutsche Jägerei eine treue Gefolgschaft des Führers“ geworden sei, Fremdkörper seien ausgeschieden worden.
Alpers gelang es 1936, Göring zu einer Beteiligung des Landes Braunschweig an der für 1937 geplanten internationalen Jagdausstellung zu bewegen. Die Hubertusfeier am 3. November 1936 sollte zu einer Generalprobe vor internationalen Gästen, Diplomaten und Jagdfunktionären werden. Infrastruktur – Zuwege, Tribünen, Freilichtbühne, Wasserversorgung und Jägerhaus – wurde errichtet oder ausgebaut. Der Braunschweiger Künstler Walther Hoeck gestaltete den Hubertusfelsen um. Die Deutsche Arbeitsfront mit ihrer Unterorganisation Kraft durch Freude sollte Busfahrten zu der Veranstaltung organisieren, zudem wurden Mitarbeiter des öffentlichen Dienstes dorthin gebracht. Ein Festspiel wurde aufgeführt, Hermann Göring hielt die Festrede. Vor dem Jägerhaus gab es folkloristische Darbietungen und ein Jagdhornkonzert. Insgesamt sollen etwa 11.000 Besucher bei den Reichshubertusfeiern von 1936 gewesen sein.

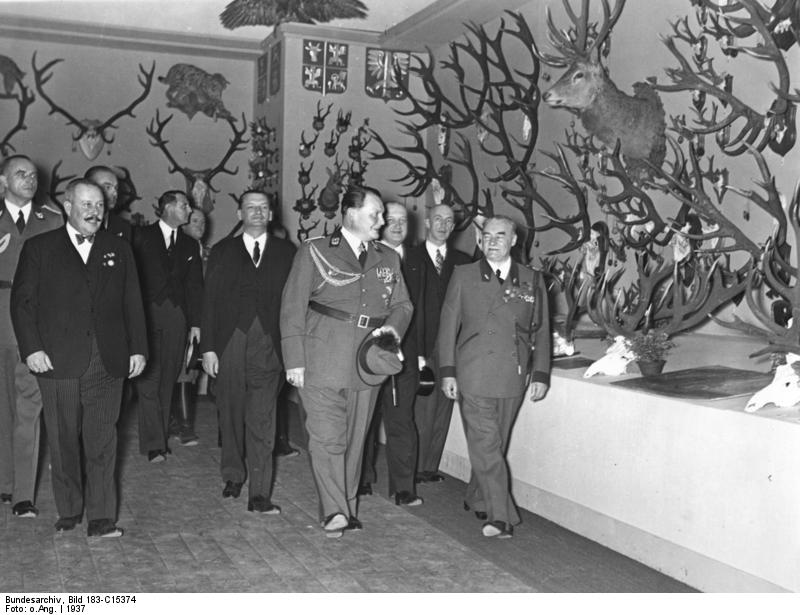
Göring bei der Internationalen Jagdausstellung 1937

Im Jahr 1937 wurde die Veranstaltung auf Sonntag, den 7. November, verlegt, um den Gästen der am 2. November eröffneten internationalen Jagdausstellung in Berlin die Anreise zu ermöglichen. Die Straße von Bockenem wurde ausgebaut und die Infrastruktur rund um den Hubertusfelsen wurde für eine fünfstellige Teilnehmerzahl erweitert. Etwa 400 ausländische Gäste waren geladen, einige Reichsminister und die Minister des Braunschweigischen Staatsministeriums mit ihren Stäben nahmen teil. Die Zufahrt zum Jägerhaus soll einer Fahnengasse geglichen haben. Das Ensemble des Staatstheaters Braunschweig gab ein Festspiel, Göring hielt eine Rede. Im Anschluss gab es für die Ehrengäste, darunter Neville Henderson, ein Bankett im Jägerhaus. Am Abend folgten Veranstaltungen im Landestheater Braunschweig und eine Fasanenjagd in Riddagshausen.

## Hubertusfeier des Jagdgaus Braunschweig 1938
Im Oktober 1938 sagte Göring seine Beteiligung kurzfristig ab, angeblich wegen Arbeitsüberlastung; zur Begründung hieß es, er müsse sich „in den kommenden Monaten grundsätzlich die Teilnahme an Veranstaltungen der Partei und des Staates, ebenso wie an Tagungen und Gedenkfeiern versagen, da er mit dringenden Aufgaben beschäftigt ist“. Tatsächlich nahm er an der Taufe seiner Tochter teil. Die Feier sollte auf seine Anweisung hin künftig alle zwei Jahre als Reichsveranstaltung stattfinden, das nächste Mal 1939. Dessen ungeachtet beauftragte Göring Alpers 1938 dennoch eine Hubertusfeier auszurichten. Diese Feier am 6. November 1938 wurde nunmehr als Treffen des Jagdgaus Braunschweig von der örtlichen Kraft-durch-Freude-Gruppe veranstaltet. Alpers hielt eine Rede, in der er „des großzügigen Aufbauwerkes des Reichsjägermeisters Generalfeldmarschall Göring“ gedachte.
Nach dem Kriegsbeginn im September 1939 mit dem deutschen Überfall auf Polen fand keine Reichshubertusfeier mehr statt, auch wenn Scherping noch 1940 ihre Wiederbelebung in einem „siegreichen Großdeutschland“ ankündigte.